# 김귀하
김귀하(金貴河, 1939년 1월 30일~)는 조선민주주의인민공화국의 권투 선수 출신의 권투 지도자이다. 일본에서는 가네다 모리오(金田森男)라는 이름으로 활동했다.